# Campeonato Europeu de Atletismo em Pista Coberta de 2013 - Arremesso de peso masculino
A prova do arremesso de peso masculino do Campeonato Europeu de Atletismo em Pista Coberta de 2013 foi disputada entre os dias 28 e 1 de março de 2013 no Scandinavium em Gotemburgo, Suécia.

## Recordes
Antes desta competição, os recordes mundiais e do campeonato nesta prova eram os seguintes:
|                       | Nome           | Nacionalidade     | Distância | Local       | Data                    |
| --------------------- | -------------- | ----------------- | --------- | ----------- | ----------------------- |
| Recorde mundial       | Randy Barnes   | Estados Unidos    | 22m 66cm  | Los Angeles | 20 de janeiro de 1989   |
| Recorde do campeonato | Ulf Timmermann | Alemanha Oriental | 22m 19cm  | Liévin      | 21 de fevereiro de 1987 |
| Recorde europeu       | Ulf Timmermann | Alemanha Oriental | 22m 55cm  | Senftenberg | 11 de fevereiro de 1989 |

## Medalhistas
| Ouro                  | Prata            | Bronze                |
| Asmir Kolašinac (SRB) | Hamza Alić (BIH) | Ladislav Prásil (CZE) |

## Cronograma
Todos os horários são locais (UTC+2).
| Data            | Hora  | Evento       |
| --------------- | ----- | ------------ |
| 28 de fevereiro | 19:00 | Qualificação |
| 1 de março      | 18:45 | Final        |

## Resultados

### Qualificação
Qualificação: 20,15m (Q) ou os 8 melhores qualificados (q). 
| Posição. | Atleta                | Nacionalidade        | 1ª prova | 2ª prova | 3ª prova | Resultados | Notas            |
| -------- | --------------------- | -------------------- | -------- | -------- | -------- | ---------- | ---------------- |
| 1        | Asmir Kolašinac       | Sérvia               | 20,31 m  |          |          | 20,31 m    | Q                |
| 2        | Hamza Alić            | Bósnia e Herzegovina | x        | 19,38 m  | 20,05 m  | 20,05 m    | q                |
| 3        | Ladislav Prásil       | Chéquia              | 19,82 m  | x        | 20,03 m  | 20,03 m    | q                |
| 4        | Aleksandr Bulanov     | Rússia               | 18,76 m  | 19,58 m  | 19,92 m  | 19,92 m    | q,               |
| 5        | Ralf Bartels          | Alemanha             | 19,70 m  | 19,80 m  | 19,89 m  | 19,89 m    | q                |
| 6        | Marco Fortes          | Portugal             | 19,29 m  | 18,78 m  | 19,78 m  | 19,78 m    | q,               |
| 7        | Marco Schmidt         | Alemanha             | 19,77 m  | x        | x        | 19,77 m    | q                |
| 8        | Niklas Arrhenius      | Suécia               | 19,07 m  | 19,73 m  | x        | 19,73 m    | q                |
| 9        | Kemal Mesic           | Bósnia e Herzegovina | 19,71 m  | x        | x        | 19,71 m    |                  |
| 10       | Leif Arrhenius        | Suécia               | 19,31 m  | x        | 19,61 m  | 19,61 m    |                  |
| 11       | Hüseyin Atici         | Turquia              | 19,46 m  | 19,41 m  | 19,59 m  | 19,59 m    | Recorde nacional |
| 12       | Maksim Sidorov        | Rússia               | 19,58 m  | x        | 19,40 m  | 19,58 m    |                  |
| 13       | Valerij Kokoev        | Rússia               | 18,81 m  | x        | 19,55 m  | 19,55 m    |                  |
| 14       | Andriy Semenov        | Ucrânia              | 19,34 m  | x        | 19,53 m  | 19,53 m    |                  |
| 15       | Georgi Ivanov         | Bulgária             | x        | 19,52 m  | x        | 19,52 m    |                  |
| 16       | Nedžad Mulabegović    | Croácia              | 19,30 m  | 19,42 m  | x        | 19,42 m    |                  |
| 17       | Borja Vivas           | Espanha              | 19,30 m  | 19,00 m  | 19,18 m  | 19,30 m    |                  |
| 18       | Martin Stasek         | Chéquia              | 18,96 m  | x        | x        | 18,96 m    |                  |
| 19       | Marin Premeru         | Croácia              | 18,13 m  | 18,64 m  | 18,86 m  | 18,86 m    |                  |
| 20       | Lukas Weißhaidinger   | Áustria              | x        | 18,38 m  | x        | 18,38 m    |                  |
| 21       | Raigo Toompuu         | Estónia              | 17,93 m  | 18,15 m  | 18,28 m  | 18,28 m    |                  |
| 22       | Marco Dodoni          | Itália               | 17,65 m  | x        | 17,33 m  | 17,65 m    |                  |
| 23       | Rimantas Martisauskas | Lituânia             | 17,37 m  | 16,62 m  | 16,84 m  | 17,37 m    |                  |
| 24       | Adriatik Hoxha        | Albânia              | 17,01 m  | 16,94 m  | x        | 17,01 m    | =                |

### Final
A final foi realizada às 18:45 no dia 1 de março de 2013.  
| Posição.          | Atleta            | Nacionalidade        | 1ª prova | 2ª prova | 3ª prova | 4ª prova | 5ª prova | 6ª prova | Resultados | Notas                |
| ----------------- | ----------------- | -------------------- | -------- | -------- | -------- | -------- | -------- | -------- | ---------- | -------------------- |
| Medalha de ouro   | Asmir Kolašinac   | Sérvia               | x        | 20,60 m  | 20,21 m  | 20,62 m  | 20,51 m  | 20,49 m  | 20,62 m    | Recorde da temporada |
| Medalha de prata  | Hamza Alić        | Bósnia e Herzegovina | 20,15 m  | x        | x        | 20,34 m  | x        | 19,56 m  | 20,34 m    | Recorde pessoal      |
| Medalha de bronze | Ladislav Prásil   | Chéquia              | 19,22 m  | 19,72 m  | 20,29 m  | x        | 19,92 m  | x        | 20,29 m    |                      |
| 4                 | Ralf Bartels      | Alemanha             | 19,75 m  | x        | 19,94 m  | x        | 20,16 m  | 19,76 m  | 20,16 m    | Recorde da temporada |
| 5                 | Marco Fortes      | Portugal             | x        | 19,90 m  | x        | 19,70 m  | 20,02 m  | x        | 20,02 m    | Recorde da temporada |
| 6                 | Aleksandr Bulanov | Rússia               | 18,77 m  | 19,36 m  | x        | x        | 19,70 m  | 19,42 m  | 19,70 m    |                      |
| 7                 | Marco Schmidt     | Alemanha             | x        | 19,50 m  | x        | x        | 19,63 m  | 19,52 m  | 19,63 m    |                      |
| 8                 | Niklas Arrhenius  | Suécia               | x        | 18,76 m  | 18,70 m  | 19,17    | x        | 19,02 m  | 19,17 m    |                      |

Legenda
| Recorde mundial       | Recorde mundial (World record)               |                       | Recorde africano                      | Recorde africano (African) |                                           | Q | Classificado por posição (Qualified) |
| Recorde do campeonato | Recorde do campeonato (Championship record)  | Recorde da América    | Recorde da América (Americas)         | q                          | Classificado por melhor tempo (Qualified) |   |                                      |
| Melhor marca do ano   | Melhor marca do ano (World leading)          | Recorde asiático      | Recorde asiático (Asian)              | DNS                        | Não largou (Did not start)                |   |                                      |
| Recorde nacional      | Recorde nacional (National record)           | Recorde europeu       | Recorde europeu (European)            | DNF                        | Não terminou (Did not finish)             |   |                                      |
| Recorde pessoal       | Recorde pessoal do atleta (Personal best)    | Recorde da Oceania    | Recorde da Oceania (Oceania)          | DSQ / DQ                   | Desclassificado (Disqualified)            |   |                                      |
| Recorde da temporada  | Recorde da temporada do atleta (Season best) | Recorde sul-americano | Recorde sul-americano (South America) | NM                         | Sem marca (No mark)                       |   |                                      |